# Platycodon grandiflorus
Platycodon grandiflorus (від давньогрецького πλατύς «широкий» і κώδων «дзвіночок») або Платикодон (широкодзвоник) великоквітковий — вид трав'янистої квіткової багаторічної рослини з родини дзвоникових і єдиний представник роду Platycodon.

## Назва
Він широко відомий як кулькова квітка (нерозкриті квіти схожі на повітряні кулі), китайський дзвіночок або платикодон.

## Опис
Трав'яниста багаторічна рослина з темно-зеленим листям і блакитними квітами, 60 см заввишки та 30 см завширшки. Помітною особливістю рослини є квітковий бутон, який набрякає, як повітряна куля, до повного розкриття. П'ять пелюсток зрослися у формі дзвоника біля основи. Має товсте коріння, а при зрізанні стебла виходить білий сік. Листя мають довжину від 5 до 12 сантиметрів, з вузькими кінцями і зубцями по краях.

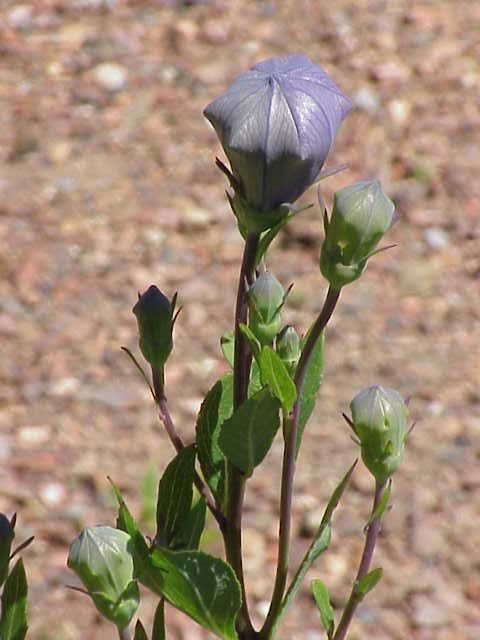
Бутони
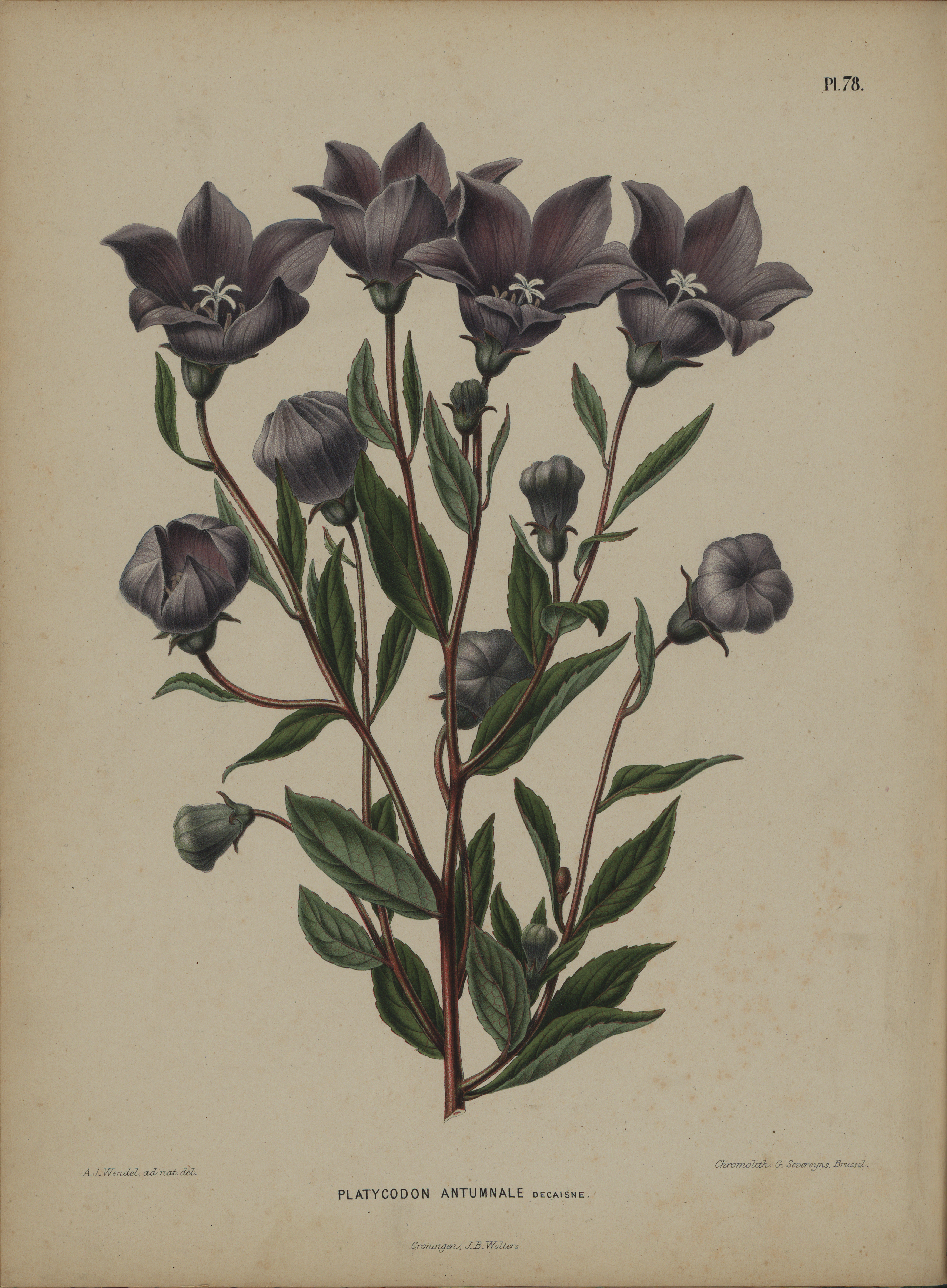
Platycodon grandiflorus Абрагама Якобуса Венделя, 1868 рік

## Поширення
Platycodon grandiflorus — це багаторічна рослина, яка зазвичай росте в горах і на полях. Родом із Східної Азії (Китай, Корея, Японія та Російський Далекий Схід).

## Вирощування

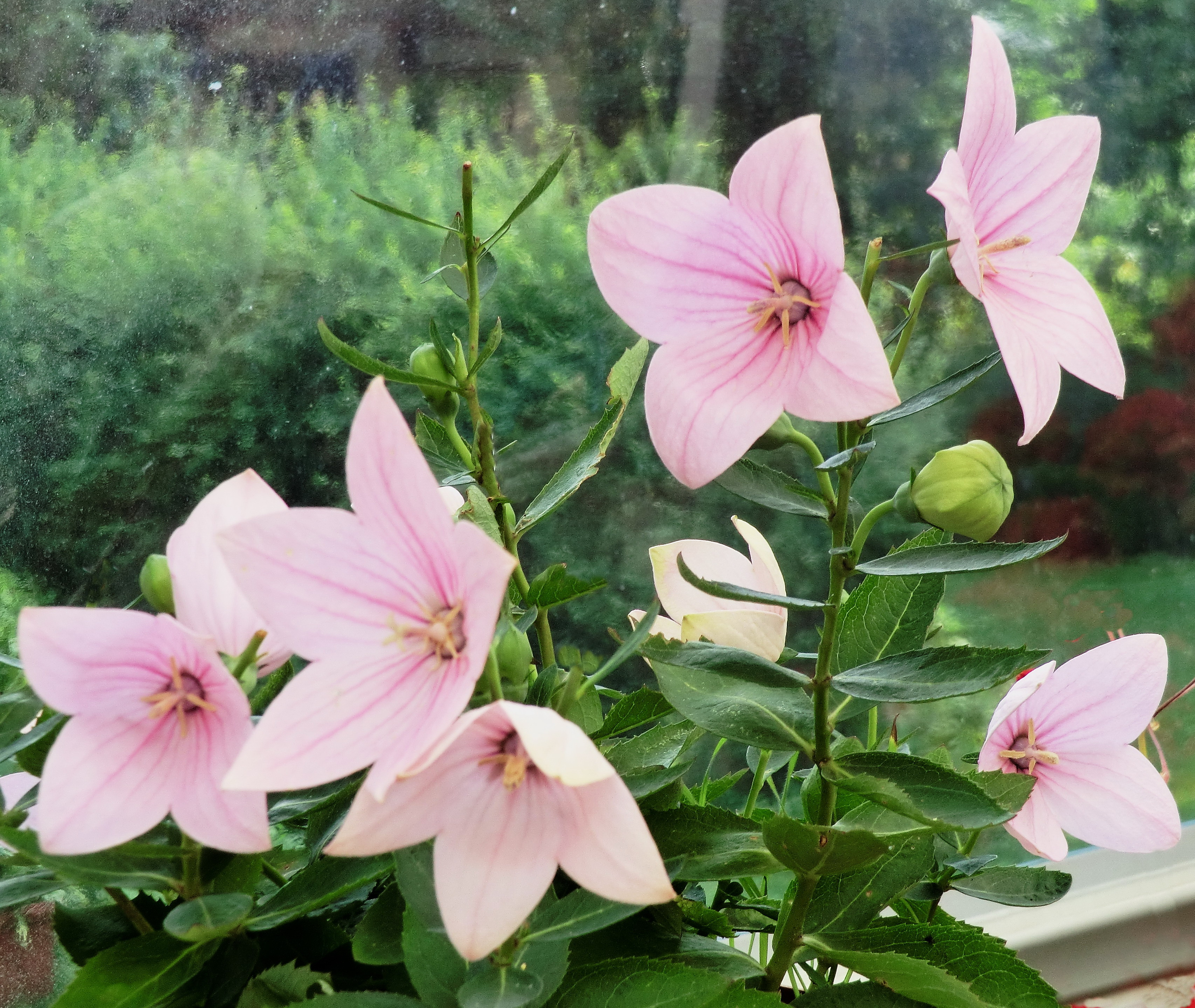
Рожева квіткова форма

Хоча вид має блакитні квіти, є сорти з білими, рожевими і фіолетовими пелюстками. У Кореї білі квіти зустрічаються частіше. Ця рослина, разом зі своїми сортами «Група Апояма» та «Марієсії» отримали нагороду Королівського садівничого товариства.

## Використання

### У харчуванні

#### Корея
У Кореї рослина, а також її корінь називають doraji (도라지). Корінь, свіжий або сушений, є одним з найпоширеніших овочів для страви намуль. Це також один з найпоширеніших інгредієнтів пібімпапу. Підготовка кореня завжди передбачає замочування та промивання (зазвичай натирання його крупною морською сіллю та багаторазове промивання), що позбавляє гіркого смаку.

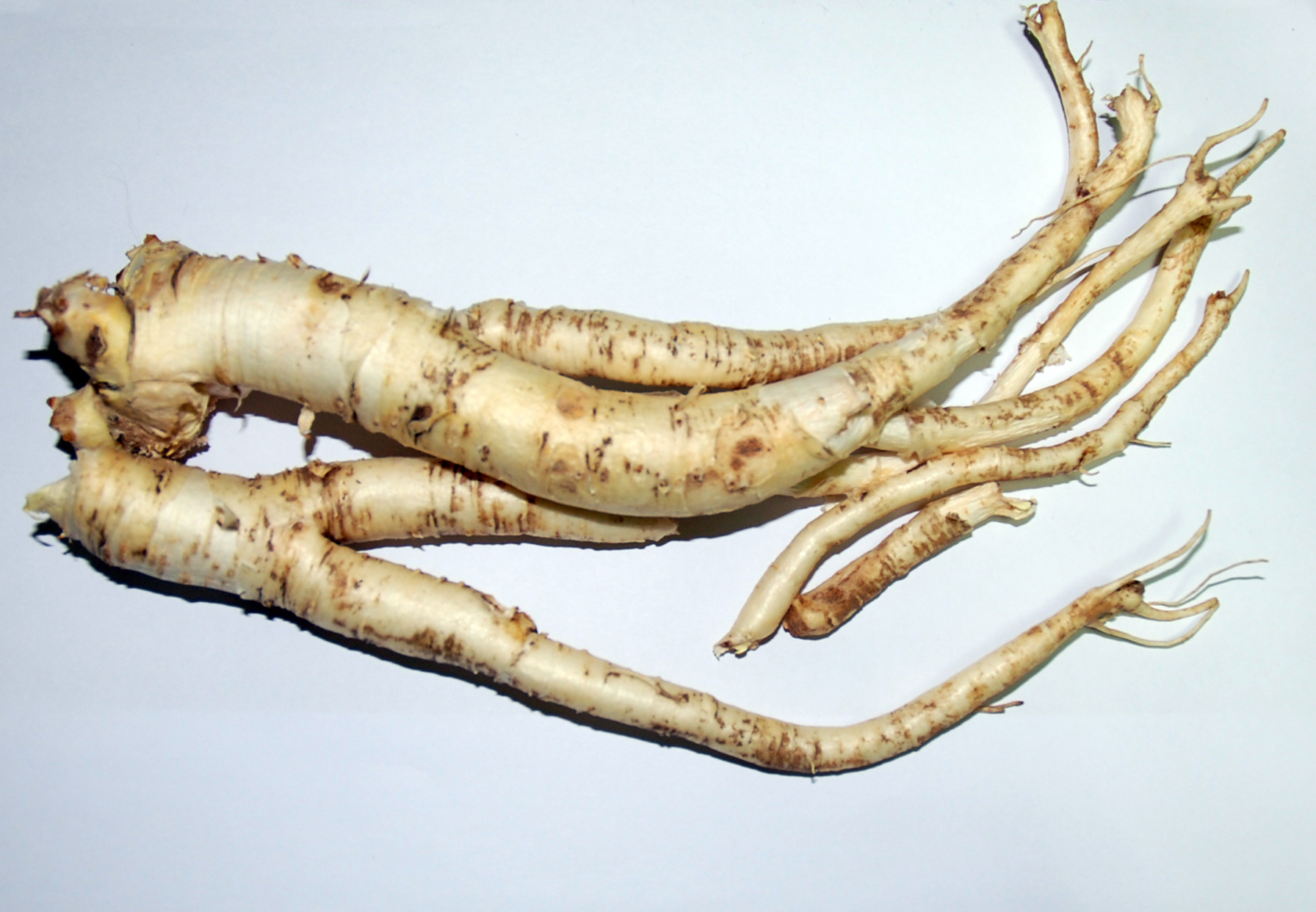
Doraji (корінь)
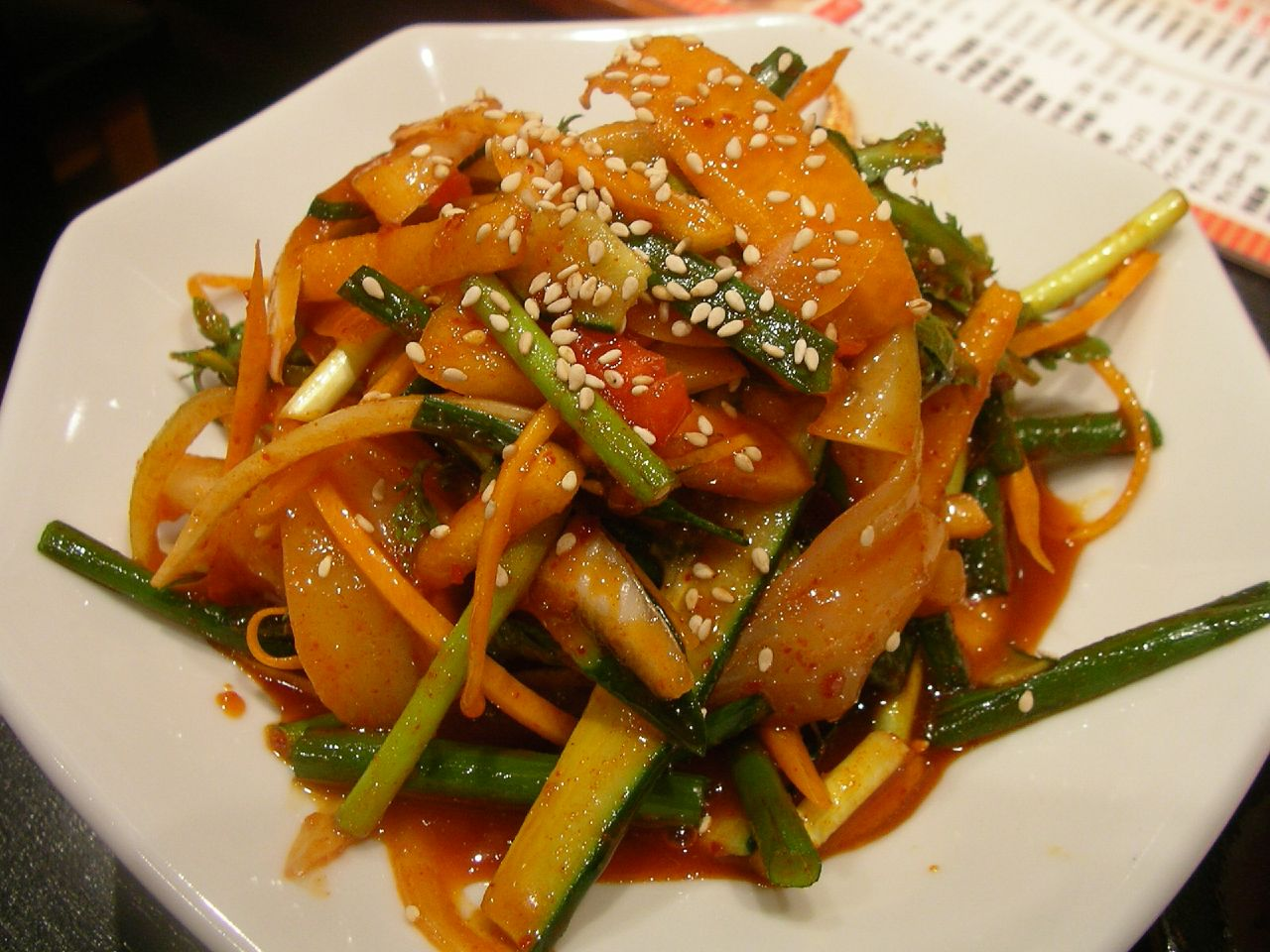
Намуль
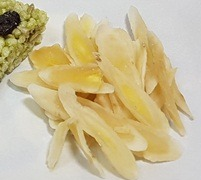
Солодощі із кореню
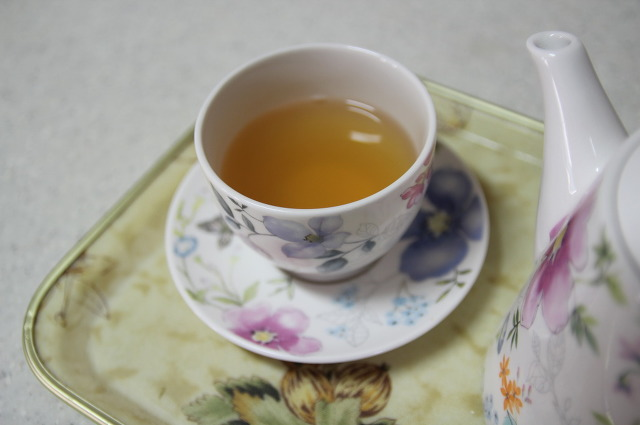
Чай з кореню

### В культурі

#### Японія

Рослина називається kikyō (桔梗) японською мовою. Традиційно це одна із семи осінніх квітів. Крім того, kikyōmon (яп. 桔梗紋) — це емблема (мон) деяких кланів.